# 2,4,4-trimethyl-2-penteen
2,4,4-trimethyl-2-penteen of β-di-isobutyleen is een organische verbinding met als brutoformule C8H16. Het is een structuurisomeer van 1-octeen en 2,4,4-trimethyl-1-penteen of α-di-isobutyleen. De stof komt voor als een kleurloze vloeistof met een benzine-achtige geur, die bijna onoplosbaar is in water.
De twee isomeren 2,4,4-trimethyl-1-penteen en 2,4,4-trimethyl-2-penteen worden ook iso-octeen genoemd. Iso-octeen is een dimeer van isobuteen. Het is een onverzadigde koolwaterstof die door hydrogenering omgezet kan worden in de verzadigde verbinding iso-octaan.

## Toxicologie en veiligheid
2,4,4-trimethyl-2-penteen reageert met oxiderende stoffen en is uiterst ontvlambaar.
De vloeistof is schadelijk en irriterend voor de ogen, de huid en de luchtwegen. Ze kan effecten hebben op het centraal zenuwstelsel.